# 塔爾德河
塔爾德河（法語：Tardes，法語發音：[taʁd]）是法國的河流，位於該國中部，屬於谢尔河的左支流，河道全長77公里，流域面積972平方公里，平均流量每秒9.09立方米，發源自巴維爾，流經埃沃萊班和比德利耶尔。

## 外部連結
- http://www.geoportail.fr （页面存档备份，存于）
- The Tardes at the Sandre database